# صدف تیغی غلافی
صدف تیغی غلافی (نام علمی: Ensis siliqua) نام یک گونه از راسته صدف‌های سفت‌پوسته است.